# Lispe ponti
Lispe ponti este o specie de muște din genul Lispe, familia Muscidae, descrisă de Hardy în anul 1981. Conform Catalogue of Life specia Lispe ponti nu are subspecii cunoscute.